# Olivia Munn
 Lisa Olivia Munn (Oklahoma, 3 de julho de 1980) é uma atriz e modelo norte-americana. Ela casou com o comediante John Mulaney em julho de 2024.

## Biografia
Nascida em Oklahoma City,filha de Winston Munn, americano de origem britânica e alemã, e Kimberly Nguyen. Sua mãe é vietnamita de origem chinesa, e chegou nos Estados Unidos em 1975, fugindo da Guerra do Vietnã.